# Gertruda Konatkowska

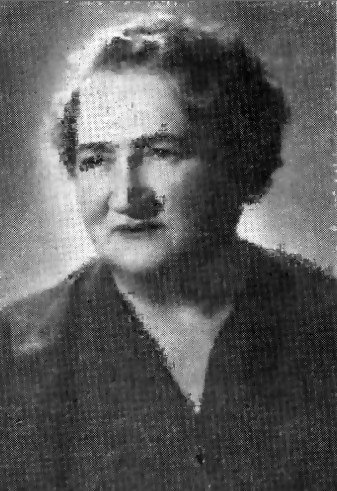
Gertruda Konatkowska

Gertruda Konatkowska (* 23. Juni 1895 in Berlin; † 29. Oktober 1966 in Posen) war eine polnische Pianistin sowie Mitbegründerin und Professorin an der Ignacy-Jan-Paderewski-Musikakademie Posen.

## Leben
Konatkowska wurde in einer polnischen Familie geboren und wuchs in Berlin auf. Sie studierte zunächst in den Jahren 1910–1913 am Berliner Klindworth-Scharwenka-Konservatorium bei Moritz Mayer-Mahr. 1914–1917 setzte sie ihr Studium an der Königlichen akademischen Hochschule für Musik bei Richard Rössler fort. Ab 1917 trat sie als Solistin und Kammeralistin auf. 1920 zog sie nach Posen um und begann, an der neu gegründeten Staatlichen Musikakademie zu unterrichten. Ab 1934 trat sie des Öfteren im Polnischen Rundfunk auf.
1958 wurde sie Professorin, ab 1961 bis zu ihrer Pensionierung (1966) übernahm sie an der Ignacy-Jan-Paderewski-Musikakademie Posen die Leitung des Lehrstuhls für Klavier. 1964 trat sie noch öffentlich als Pianistin auf und 1965 nahm sie mehrere Klavierwerke auf. Zu ihren Schülern zählte unter anderem der Chordirigent Stefan Stuligrosz und Musikkritiker Jerzy Waldorff.

## Auszeichnungen und Ehrungen
- Polnisches Verdienstkreuz in Gold (1952)
- Orden Polonia Restituta (1957)
- Im Posener Stadtteil Podolany gibt es eine Gertruda-Konatkowska-Strasse.